# Don Ritchie
Donald Taylor "Don" Ritchie, OAM (Vaucluse, 9 de junho de 1925 - Sydney, 13 de maio de 2012) foi um australiano que interveio em muitas tentativas de suicídio. Ele resgatou oficialmente 160 pessoas ou mais da intenção de suicídio pulando de um penhasco de Sydney chamado The Gap.

## Biografia
Ritchie se alistou na Marinha Real Australiana em 1939 como Marinheiro durante a Segunda Guerra Mundial a bordo do HMAS e testemunhou a rendição incondicional das Forças Imperiais Japonesas na Baía de Tóquio em 2 de setembro de 1945, terminando oficialmente a Segunda Guerra Mundial no Pacífico. Após a guerra, ele foi um vendedor de seguros de vida.

## Intervenção
Ritchie morava a 50 metros do penhasco de Watsons Bay, conhecido como The Gap, um penhasco em Sydney, na Austrália, conhecido por várias tentativas de suicídio. Oficialmente, ele resgatou 160 pessoas suicidas até 2009, durante um período de 45 anos, embora sua família afirme que o número está próximo de 500.
Ao ver alguém no penhasco em perigo, Ritchie atravessava a rua de sua propriedade e os envolvia em conversas, geralmente começando com as palavras: "Posso ajudá-lo de alguma forma?" Depois, Ritchie os convidava de volta para sua casa para uma xícara de chá e uma conversa. Algumas das pessoas que ele ajudou retornaram anos depois para agradecer seus esforços em convencê-los a não tomar sua decisão.
Ritchie explicou sua intervenção nas tentativas de suicídio, dizendo: "Você não pode simplesmente ficar sentado e observá-los".

## Prêmios
Em 2006, ele foi premiado com a Medalha da Ordem da Austrália por seus resgates, sendo a citação oficial por "serviço à comunidade por meio de programas para prevenção ao suicídio". Ritchie e sua esposa Moya também foram nomeados "Cidadãos do Ano" em 2010 pelo Conselho Woollahra, a autoridade do governo local responsável por The Gap. Ele recebeu o Prêmio Herói Local pela Austrália em 2011, o Conselho Nacional do Dia da Austrália dizendo: "Suas amáveis palavras e convites para sua casa em tempos de dificuldade fizeram uma enorme diferença...Com ações tão simples, Don salvou um número extraordinário de vidas".

## Morte
Ritchie morreu em 13 de maio de 2012, 86 anos, no St Vincent's Hospital. Ele deixou sua esposa Moya e suas três filhas.